# Tébéra
Tébéra är en ort i Burkina Faso.   Den ligger i provinsen Province du Bam och regionen Centre-Nord, i den centrala delen av landet, 150 km norr om huvudstaden Ouagadougou. Tébéra ligger 315 meter över havet och antalet invånare är 968.
Terrängen runt Tébéra är mycket platt. Runt Tébéra är det ganska tätbefolkat, med 52 invånare per kvadratkilometer.. Närmaste större samhälle är Alga, 13,6 km sydväst om Tébéra.
Trakten runt Tébéra består i huvudsak av gräsmarker.